# بچه غلام (هزاره)
بچه غلام نام یکی از زیرقبیله‌های مردمان هزاره است جزو قبیله بزرگ دای زنگی هستند و در ولسوالی سنگ تخت ولایت دایکندی زندگی می‌کنند. آنها همانند سایر قبایل هزاره‌ها، تمام عادات فرهنگ هزارگی خود را حفظ کرده‌اند و به گویش هزارگی صحبت می‌کنند.

## طایفه‌های بچه غلام
- غلام علی
- بابک
- گوشک
- قوم برفی
- قوم یاری
- قوم میرزا
- اسماعیل
- ورث
- نیکه
- زی مزید (شاه مزید)